# Trapelus (genus)
Trapelus — рід ящірок родини агамових (Agamidae). Один із 9 родів підродини Agaminae. Представники роду поширені в Євразії та Північній Африці. Типові мешканці пустель і напівпустель. Описано 12(13) видів.

## Етимологія
Назва на інших мовах: agamas (англ.; дослівно «агами»); Agamen (нім.; дослівно «агама»); trapelus (фр.; дослівно «трапелюс»); агамы-трапелусы, равнинные агамы (рос.).

## Опис
Загальна довжина представників цього роду досягає 30 см. Тулуб круглий, слабко сплощений. Голова відносно висока і коротка, потиличний щиток не збільшений. Спинний і потиличний гребінці не розвинені. Хвостова луска не утворює кілець. Вушний отвір глибокий, відкритий, невеликий, його діаметр менше половини діаметра очниці. Пальці відносно короткі, стиснені. Горловий мішок розвинений, зміни його забарвлення і руху відіграють важливу роль в територіальній та шлюбній поведінці. Не має здатності до відкидання хвоста. У самців добре розвинена мозоляста залізиста преанальна луска. 

## Поширення

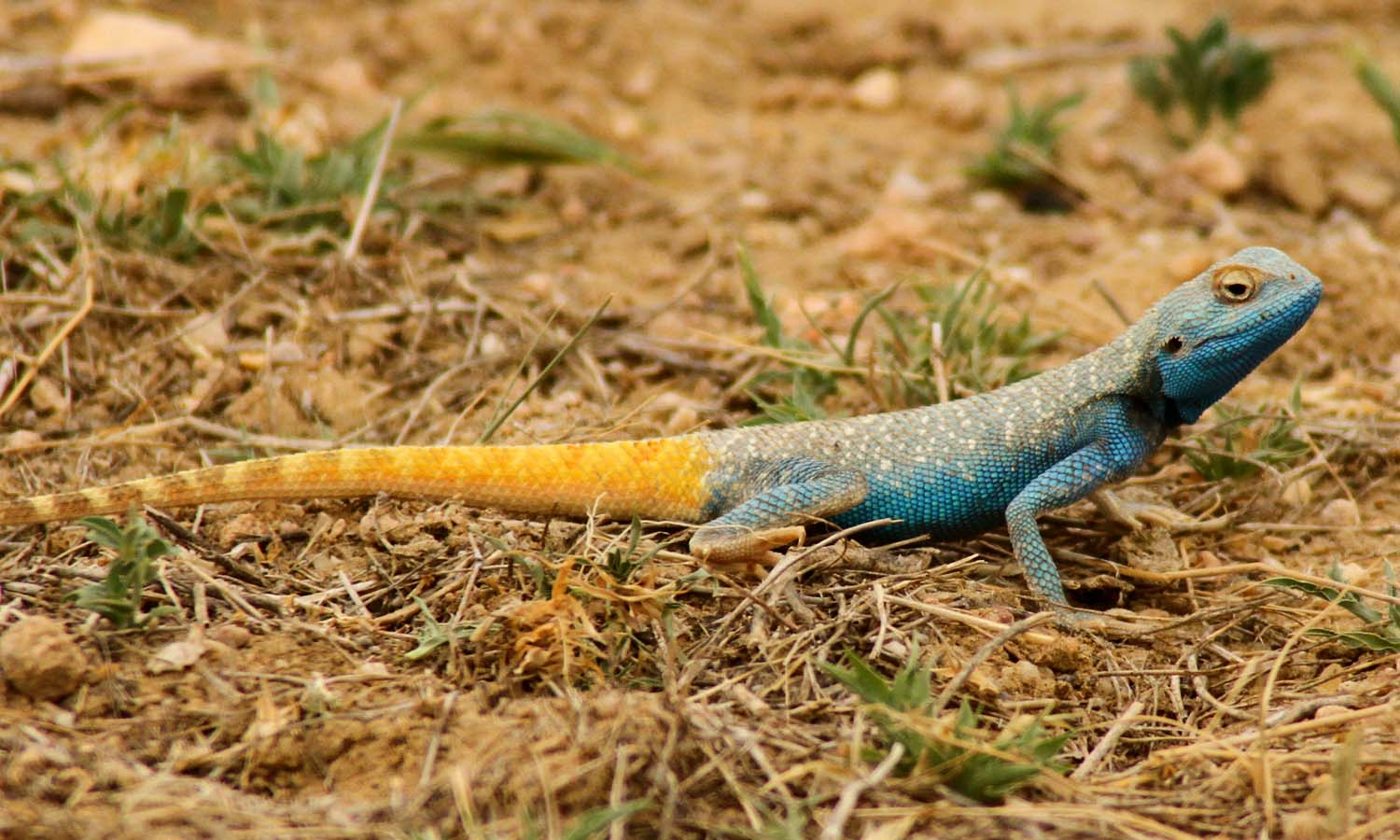
Trapelus agilis. Індія

Представники роду поширені в аридній смузі Південно-Східної Європи, Західної, Центральної і Південної Азії, Китаю, Північної Африки та Аравійського півострова. 

## Спосіб життя
Населяють переважно напівпустельні і кам'янисті простори, глинясті, піщані і кам'янисті пустелі і напівпустелі з чагарниковою або напівдеревною рослинністю. Здатні до лазіння, можуть забиратися по стовбурах і гілках, перестрибуючи з гілки на гілку. Ховаються в норах гризунів, рідше риють нори самі. Активні вдень. 
Харчуються комахами та рослинною їжею.
Це яйцекладні ящірки. Самиці відкладають від 3 до 10 яєць. 

## Охорона
Стан природних популяцій переважної більшості видів роду залишається більш-менш стабільним. Саме тому вони, згідно Червоного списку МСОП, отримали охоронну категорію «відносно благополучні види». Trapelus savignii вважається «вразливим видом». Trapelus rubrigularis — ендемік Пакістану. Рівнинні агами мешкають на багатьох природно-заповідних територіях у межах їх ареалів.

## Практичне значення
Ряд видів рівнинних агам успішно розводяться в неволі та є традиційними об'єктами міжнародної торгівлі домашніми тваринами.

## Систематика
Один із 9 родів підродини Agaminae. Протягом довгого часу представники роду входили до складу збірного роду Agama.
Станом на 2025 рік описано 12(13) видів:
- Trapelus agilis
- Trapelus agnetae
- Trapelus boehmei
- Trapelus flavimaculatus
- Trapelus megalonyx
- Trapelus mutabilis
- Trapelus persicus
- Trapelus rubrigularis
- Trapelus ruderatus
- Trapelus sanguinolentus
- Trapelus savignii
- Trapelus schmitzi
- Trapelus tournevillei